# Oceania Cup 2007
El Oceania Cup de 2007 fue la 1ª edición del torneo.
Fue organizado por la FORU, hoy Oceania Rugby.

## Equipos participantes
- Selección de rugby de Islas Salomón
- Selección de rugby de Niue
- Selección de rugby de Papúa Nueva Guinea (The Pukpuks)
- Selección de rugby de Tahití (Tahiti Nui)
- Selección de rugby de Vanuatu

## Posiciones

### Grupo A
| Pos. | Equipo             | Encuentros | Encuentros | Encuentros | Encuentros | Tantos  | Tantos    | Tantos     | Puntos Totales |
| Pos. | Equipo             | jugados    | ganados    | empatados  | perdidos   | a favor | en contra | diferencia | Puntos Totales |
| ---- | ------------------ | ---------- | ---------- | ---------- | ---------- | ------- | --------- | ---------- | -------------- |
| 1    | Papúa Nueva Guinea | 2          | 2          | 0          | 0          | 95      | 9         | + 89       | 10             |
| 2    | Vanuatu            | 2          | 1          | 0          | 1          | 18      | 51        | - 33       | 4              |
| 3    | Islas Salomón      | 2          | 0          | 0          | 2          | 14      | 67        | - 53       | 0              |

#### Resultados
| 8 de diciembre | Vanuatu | 18 - 5 | Islas Salomón |  |  |

| 12 de diciembre | Papúa Nueva Guinea | 49 - 9 | Islas Salomón |  |  |

| 15 de diciembre | Papúa Nueva Guinea | 46 - 0 | Vanuatu |  |  |

### Grupo B
| Pos. | Equipo | Encuentros | Encuentros | Encuentros | Encuentros | Tantos  | Tantos    | Tantos     | Puntos Totales |
| Pos. | Equipo | jugados    | ganados    | empatados  | perdidos   | a favor | en contra | diferencia | Puntos Totales |
| ---- | ------ | ---------- | ---------- | ---------- | ---------- | ------- | --------- | ---------- | -------------- |
| 1    | Niue   | 1          | 1          | 0          | 0          | 51      | 14        | + 37       | 2              |
| 2    | Tahití | 1          | 0          | 0          | 1          | 14      | 51        | - 37       | 0              |

#### Resultados
| 11 de octubre | Tahití | 14 - 51 | Niue |  |  |

## Final
| 22 de abril de 2008 | Niue | 27 - 46 | Papúa Nueva Guinea |  |  |

| Bandera de Papúa Nueva Guinea |
| Campeón Papúa Nueva Guinea    |
| Primer título                 |